# Cladonia rangiferina
Lichen des rennes
Espèce
Cladonia rangiferina est l’une des espèces de lichens connues sous les noms de lichen des rennes ou lichen des caribous. Il s’agit d’une espèce fruticuleuse, formant au sol de grands tapis blanchâtres buissonnants. Au sein du genre Cladonia, il appartient à un groupe d’espèces dépourvues de thalle primaire, autrefois rassemblées dans un genre à part (Cladina).
C’est un lichen répandu dans les régions froides et tempérées des deux hémisphères. Dans les régions tempérées, on le retrouve particulièrement sur des sites modérément exposés à la lumière présentant un sol sec et acide.Comme il peut résister à des environnements très froids, c’est toutefois dans les régions arctiques qu’il atteint son plus grand développement, marquant profondément la physionomie de la toundra. Comme son nom le suggère, il est une source de nourriture importante pour les rennes (Rangifer tarandus).
L’espèce présente une croissance annuelle moyenne de 5,1 millimètres, mais il existe d’importantes variations entre les régions étudiées s’expliquant par l’influence de divers paramètres environnementaux. 

## Usages en écotoxicologie

### Éléments-traces métalliques
Comme plusieurs autres espèces de lichens, Cladonia rangiferina est reconnu en tant que biomoniteur fiable pour évaluer la qualité de l'air, et ce, notamment en raison de sa capacité à bioaccumuler des éléments chimiques dans des quantités dépassant largement ses besoins physiologiques. D'ailleurs, contrairement à certains organismes hyperaccumulateurs, la bioaccumulation au sein de ce lichen est non-spécifique, c’est-à-dire qu’elle implique une large gamme de métaux.
Bien qu’elle accumule des concentrations d’éléments-traces métalliques moindres que les lichens foliacés, l'espèce reste très intéressante en tant que biomoniteur en considérant son abondance et sa très large distribution. La limite dans son utilisation comme biomoniteur est associée au fait qu'un échantillon de lichen donne des informations moyennées sur l’ensemble de la durée de vie de l’organisme. 
Les éléments-traces métalliques sont essentiellement présents dans les lichens sous forme d’ions intracellulaires solubles et d’ions liés à des sites d’échange cationique. Il importe toutefois de mentionner qu’une étude récente en contexte expérimental est venue montrer qu’il existe une compétition entre les cations bivalents (2+) pour les sites de liaison sur les thalles de lichen. Cette compétition pourrait donc notamment conduire à une sous-estimation des concentrations de cadmium, de cuivre, de plomb et de zinc. 

## Nomenclature et systématique

### Taxinomie
Cette espèce a été décrite scientifiquement pour la première fois sous le nom Lichen rangiferinus en 1753 par Carl von Linné, dans son ouvrage Species plantarum.

### Liste des sous-espèces
Selon NCBI (1 févr. 2012) :
- sous-espèce Cladonia rangiferina subsp. abbayesii
- sous-espèce Cladonia rangiferina subsp. rangiferina